# Christmas Album
Christmas Album è un album in studio natalizio del gruppo musicale tedesco Boney M., pubblicato nel 1981.

## Tracce
Lato A
1. Little Drummer Boy
2. White Christmas
3. Feliz Navidad
4. Jingle Bells
5. Winter Fairy-Tale
6. Mary's Boy Child / Oh My Lord

Lato B
1. Christmas Medley
2. Petit Papa Noël
3. Zion's Daughter (Tochter Zion)
4. When a Child Is Born
5. Darkness Is Falling
6. I'll Be Home for Christmas